# نهائي كأس ولي العهد السعودي 2003
نهائي كأس ولي العهد السعودي 2003 هي مباراة تحديد الفائز بكأس ولي العهد السعودي 2002–03. اقيمت المباراة في استاد الملك فهد الدولي بمدينة الرياض بتاريخ 9 أبريل 2003 وقد فاز بالمبارة نادي الهلال بنتيجة مقابل 1–0.

## الطريق إلى النهائي
| الهلال                   | الهلال   | الجولة      | الأهلي  | الأهلي |
| نتيجة                    | المنافس  | الجولة      | المنافس | نتيجة  |
| 4–1                      | القادسية | دور الـ16   | النهضة  | 1–4    |
| 4–1                      | الشباب   | ربع النهائي | الشعلة  | 0–2    |
| 1–1 (5-4) بضربات الترجيح | الفيصلي  | نصف النهائي | الاتحاد | 0–2    |

## تفاصيل المباراة
| الهلال           | 1–0 | الأهلي |
| ---------------- | --- | ------ |
| محمد الشلهوب 80' |     |        |